# غلزار (تبريز)
غلزار هي قرية في مقاطعة تبريز، إيران. عدد سكان هذه القرية هو 63 في سنة 2006.